# Phorinia aurifrons
Phorinia aurifrons är en tvåvingeart som beskrevs av Jean-Baptiste Robineau-Desvoidy 1830. Phorinia aurifrons ingår i släktet Phorinia och familjen parasitflugor. Inga underarter finns listade i Catalogue of Life.